# Inseln über dem Winde (Antillen)

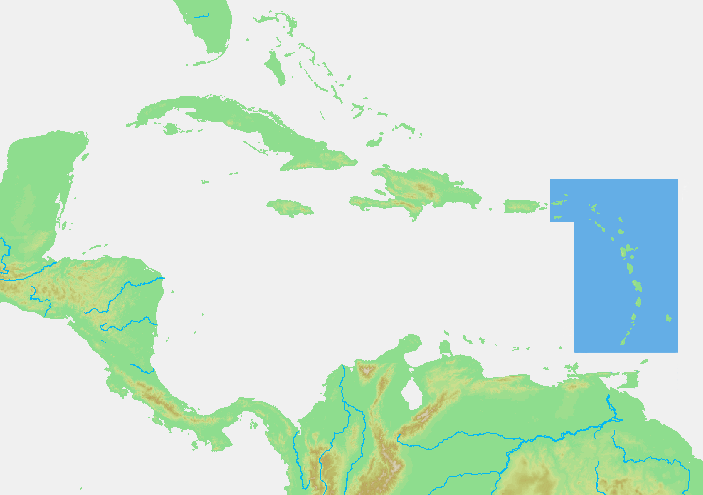
Kartenausschnitt der Karibik, die Inseln über dem Winde sind blau unterlegt

Inseln über dem Winde (niederländisch Bovenwindse Eilanden, spanisch Islas de Barlovento, englisch Leewards Islands), deutsch früher auch Inseln im Wind, ist der Name des nördlichen Teils der Kleinen Antillen.

## Geographie
In der Karibik erstrecken sie sich in einem Bogen von Puerto Rico in Richtung Südosten und sind überwiegend vulkanischen Ursprungs. Weiter südwestlich liegen die Inseln unter dem Winde.
Die Inseln über dem Winde besitzen insgesamt eine Fläche von etwa 12.000 km² und haben etwa drei Millionen Einwohner. Politisch gehören einige Inseln zu Frankreich, zum Vereinigten Königreich, zu den Vereinigten Staaten und zu den Niederlanden, die anderen bilden acht unabhängige Staaten.

## Name
Der Name „Inseln über dem Winde“ ist abgeleitet von der in diesen Breiten vorherrschenden Windrichtung des Nordost-Passatwindes, der für ein feuchtes Klima mit jährlichen Niederschlägen über 2000 mm sorgt. Die weiter südlich gelegenen Inseln unter dem Winde hingegen liegen nicht unter dem Einfluss des Nordost-Passats und weisen ein sehr trockenes Klima auf.
Im Englischen ist die Namensgebung für die einzelnen Gebiete der kleinen Antillen völlig anders: Die Kette von Martinique bis Trinidad heißt „Windward Islands“, der nördliche Teil der kleinen Antillen (Jungferninseln bis Dominica) „Leeward Islands“. Beide zusammen entsprechen den deutsch „Inseln über dem Winde“ genannten Inseln. Die „Inseln unter dem Winde“ vor der Nordküste Südamerikas heißen im Englischen „Leeward Antilles“. 
Als „Leeward Islands“ wurde außerdem eine britische Kolonie bezeichnet, die zwischen 1671 und 1816, dann nochmals von 1833 bis 1960 Antigua, Barbuda, die britischen Jungferninseln, Montserrat, Saint Kitts, Nevis, Anguilla und (bis 1940) Dominica einschloss. Diese Kolonie hieß zwischen 1871 und 1956 „Federal Colony of the Leeward Islands“ und danach bis 1960 „Territory of the Leeward Islands“.
Entgegen der allgemeinen englischen Sprachweise gehört Dominica nicht zu den Leeward-, sondern zu den Windward Islands.

## Inseln und Inselgruppen
Die Kleinen Antillen werden in einen nördlichen und einen südlichen Teil unterteilt:

### Nördlicher Teil (Leeward Islands)
- Leeward Islands  Jungferninseln (britisch und US-amerikanisch)

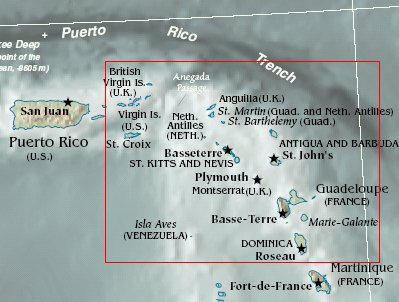
Leeward Islands

- Anguilla (britisches Überseegebiet)
- Saint-Martin — Sint Maarten (französisch und niederländisch)
- Saint-Barthélemy (französisches Überseegebiet)
- Saba (Besondere Gemeinde der  Niederlande)
- Sint Eustatius (Besondere Gemeinde der  Niederlande)
- Barbuda (zu  Antigua und Barbuda)
- St. Kitts und Nevis (unabhängig)
- Antigua (zu  Antigua und Barbuda)
- Montserrat (britisches Überseegebiet)
- Guadeloupe (französisches Überseegebiet)
- Marie-Galante (zu  Guadeloupe)
- Aves (zu den  Dependencias Federales von  Venezuela)
- Dominica (unabhängig)

### Südlicher Teil (Windward Islands)
- Martinique (französisches Überseegebiet)
- St. Lucia (unabhängig)
- St. Vincent (Hauptinsel von  St. Vincent und den Grenadinen)
- Grenadinen (zu  St. Vincent und den Grenadinen)
- Grenada (unabhängig)
- Barbados (unabhängig)

Die Inseln des Staates Trinidad und Tobago zählen ebenso wenig wie die benachbarte venezolanische Isla de Patos zu den Inseln über dem Winde.